# TECSA F.C.
Il TECSA F.C. è stata una società di calcio trinidadiana.

## Storia
La squadra ha partecipato a varie edizioni della massima serie trinidadiana negli anni '70 e l'inizio degli anni '80 del XX secolo. Ha partecipato anche a due edizioni della CONCACAF Champions' Cup. Nel 1977, in cui venne eliminato al quarto turno della sezione caraibica del torneo dai surinamesi del Robinhood. Nell'edizione seguente il TECSA invece cadde al primo turno della sezione caraibica del torneo, eliminato dai surinamesi del Voorwaarts.